# Radis
Radis (arab. رادس, fr. Radès) – miasto w Tunezji w gubernatorstwie Bin Arus. Położone jest 9 kilometrów na południowy wschód od stolicy kraju – Tunisu.
W mieście znajduje się stadion reprezentacji Tunezji w piłce nożnej, który mieści 65 000 widzów.

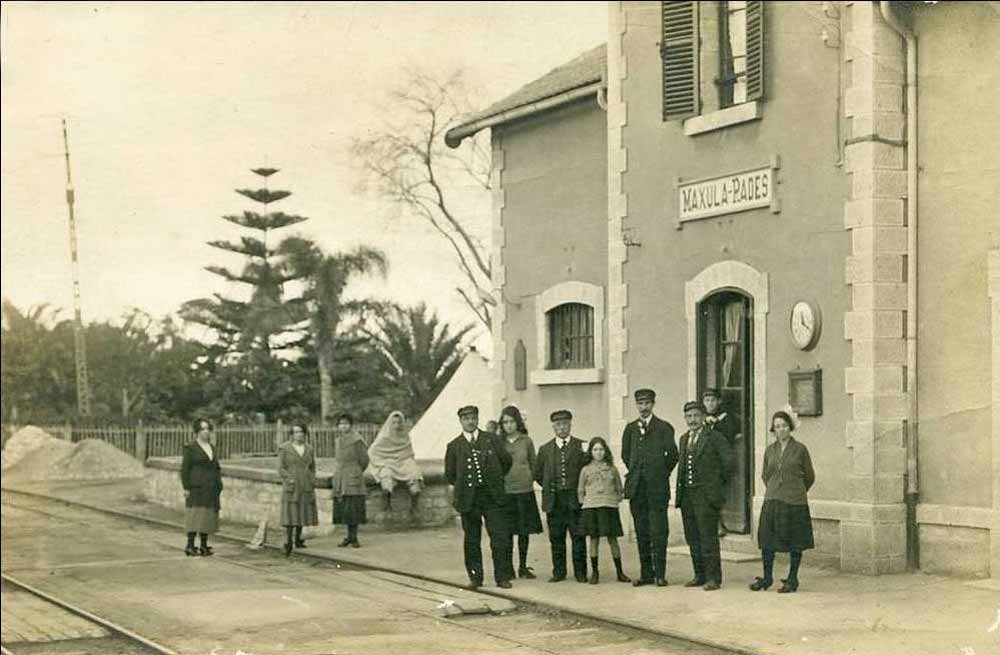
Stacja kolejowa na starym zdjęciu
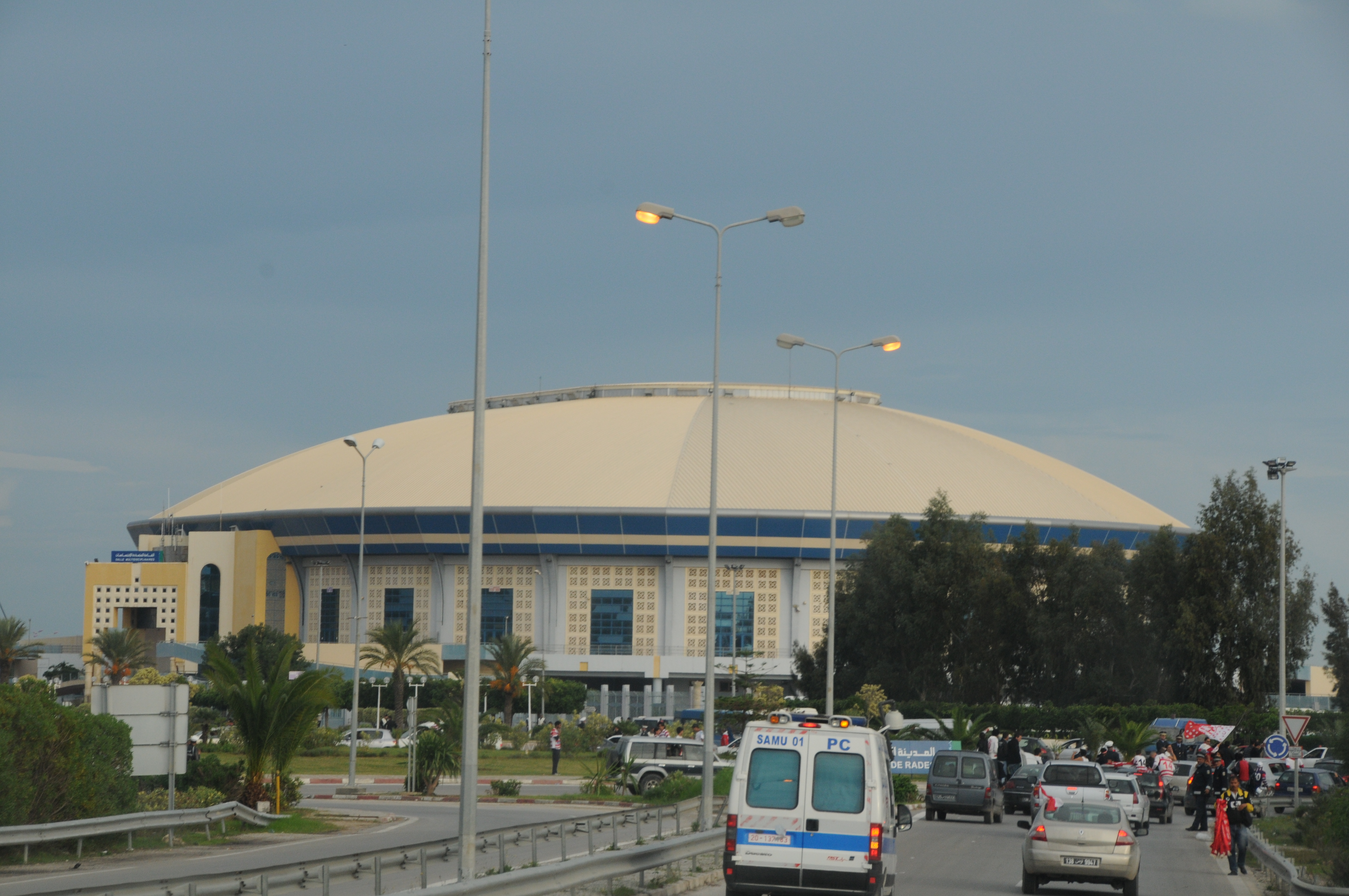
Stadion